# Vynnyky

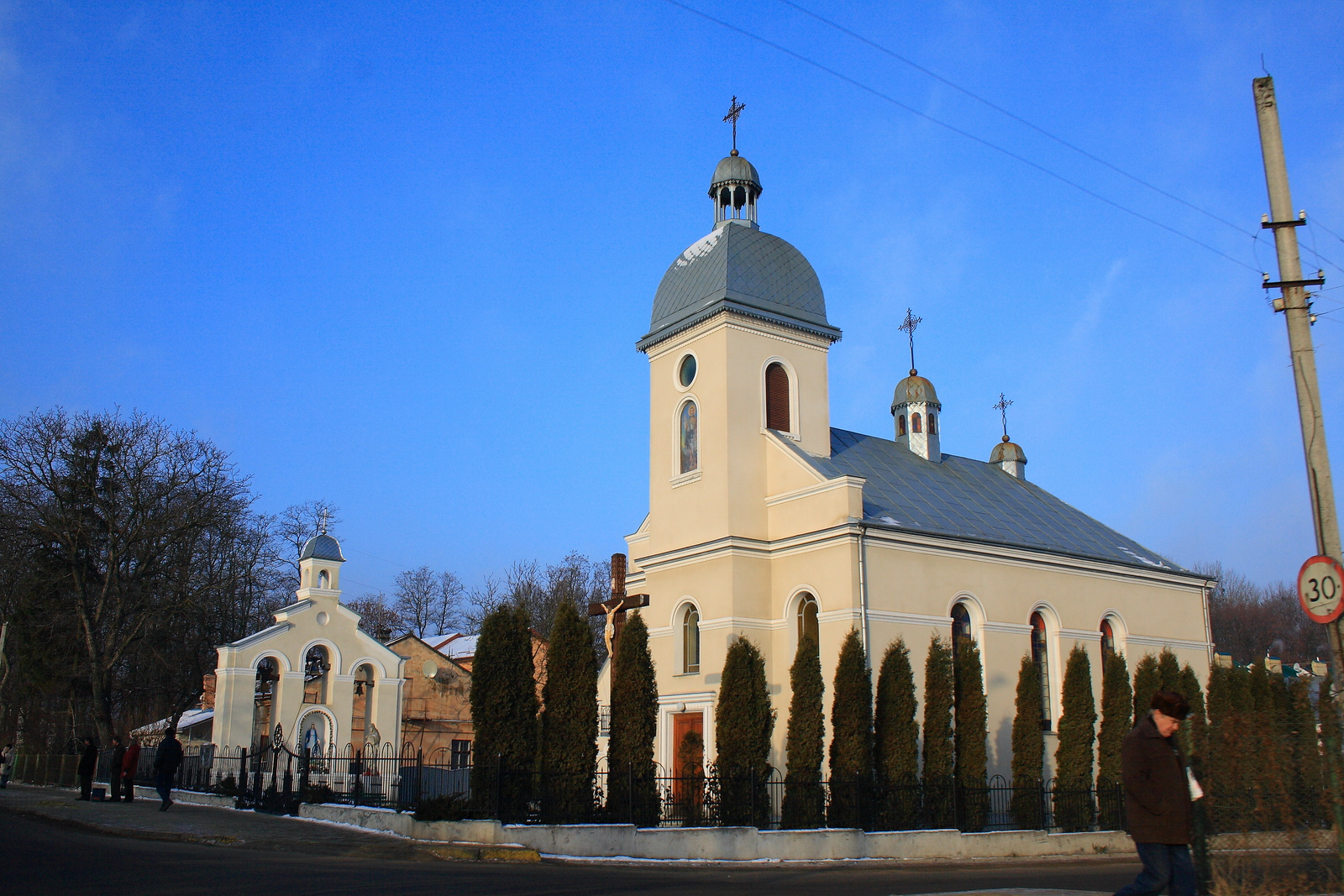
Kyrka i Vynnyky.

Vynnyky (ukrainska: Ви́нники uttal (fil)) är en stad i Lviv oblast i Ukraina med omkring 19 000 invånare. Staden ligger under den större staden Lvivs administration och hade 15 976 invånare i början av 2012.